# Chương Thấm Sinh
Chương Thấm Sinh (tiếng Trung: 章沁生; sinh tháng 5 năm 1948) là Thượng tướng Quân Giải phóng Nhân dân Trung Quốc (PLA). Ông từng giữ chức vụ Ủy viên Ban Chấp hành Trung ương Đảng Cộng sản Trung Quốc khóa XVII, Tư lệnh Quân khu Quảng Châu và Phó Bí thư Đảng ủy Bộ Tổng Tham mưu, Phó Tổng Tham mưu trưởng thứ nhất Quân Giải phóng Nhân dân Trung Quốc.

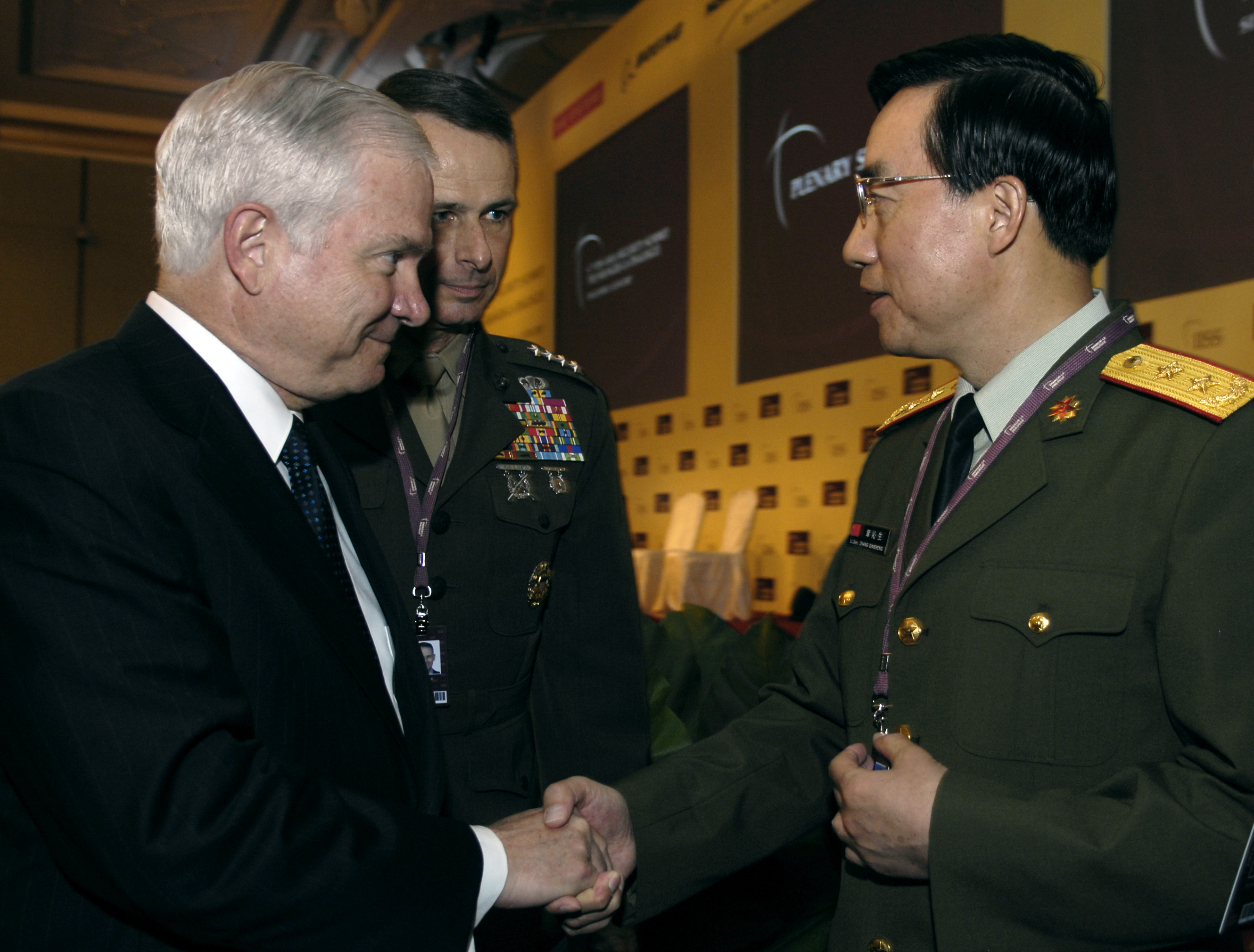
Chương Thấm Sinh và Bộ trưởng Quốc phòng Hoa Kỳ Robert Gates tại Singapore năm 2007

## Tiểu sử
Chương Thấm Sinh sinh tháng 5 năm 1948 ở Hiếu Nghĩa, tỉnh Sơn Tây. Ông từng đảm nhiệm chức vụ Phó trưởng ban Quân huấn, Bộ Tổng Tham mưu.
Tháng 10 năm 1998 đến tháng 1 năm 2002, ông giữ chức Phó Chủ tịch Ủy ban Giáo dục Đại học Quốc phòng Trung Quốc, Bí thư Đảng ủy Phòng kiêm Chủ nhiệm Phòng nghiên cứu giáo dục chiến dịch Đại học Quốc phòng Trung Quốc.
Tháng 1 năm 2002, Chương Thấm Sinh được bổ nhiệm giữ chức Chủ tịch Ủy ban Giáo dục Đại học Quốc phòng Trung Quốc. Tháng 1 năm 2003, ông được điều chuyển làm Bí thư Đảng ủy Ban Tác chiến, Trưởng ban Tác chiến, Bộ Tổng Tham mưu. Tháng 12 năm 2004, ông được bổ nhiệm làm Ủy viên Đảng ủy Bộ Tổng Tham mưu, Trợ lý Tổng Tham mưu trưởng Quân Giải phóng Nhân dân Trung Quốc. Tháng 7 năm 2006, ông được thăng quân hàm Trung tướng. Tháng 12 năm 2006, Chương Thấm Sinh được bổ nhiệm giữ chức Ủy viên Đảng ủy Bộ Tổng Tham mưu, Phó Tổng Tham mưu trưởng Quân Giải phóng Nhân dân Trung Quốc.
Tháng 6 năm 2007, Chương Thấm Sinh được điều động làm Phó Bí thư Đảng ủy Quân khu, Tư lệnh Quân khu Quảng Châu, kế nhiệm Lưu Trấn Vũ. Tháng 10 năm 2007, tại Đại hội Đảng Cộng sản Trung Quốc lần thứ 17, ông được bầu làm Ủy viên Ban Chấp hành Trung ương Đảng Cộng sản Trung Quốc khóa XVII. Tháng 12 năm 2009, ông được luân chuyển giữ chức Phó Bí thư Đảng ủy Bộ Tổng Tham mưu, Phó Tổng Tham mưu trưởng thứ nhất Quân Giải phóng Nhân dân Trung Quốc, thay cho Cát Chấn Phong. Tháng 7 năm 2010, Chương Thấm Sinh được phong quân hàm Thượng tướng, hàm cao nhất trong Quân Giải phóng Nhân dân Trung Quốc (PLA).
Tháng 11 năm 2012, tại Đại hội Đảng Cộng sản Trung Quốc lần thứ 18, Chương Thấm Sinh không được bầu làm Ủy viên Ban Chấp hành Trung ương Đảng Cộng sản Trung Quốc khóa XVIII. Tháng 3 năm 2013, tại Hội nghị toàn thể lần thứ nhất Đại hội đại biểu Nhân dân toàn quốc Trung Quốc khóa 12, nhiệm kỳ 2013 đến năm 2018; Chương Thấm Sinh được bầu giữ chức vụ Phó Chủ nhiệm Ủy ban kinh tế tài chính của Đại hội đại biểu Nhân dân toàn quốc (Quốc hội Trung Quốc).